# Trýzel malokvětý
Trýzel malokvětý (Erysimum cheiranthoides), v České republice rostoucí druh rodu trýzel, je planě rostoucí a za plevel považována středně vysoká, žlutě kvetoucí bylina.

## Rozšíření
Druh je široce rozšířen v mírném podnebné pásu Evropy a Asie, zavlečen byl i do Severní Ameriky. Po pevnině se šířil hlavně s rozvojem silniční a železniční dopravy, v nových oblastech vyrůstal nejdříve podél cest a tratí.
Je to rostlina která neklade na stanoviště zvláštní nároky, jejím biotopem jsou mokřady nebo břehy vodních toků a nádrží stejně jako pole, úhory, vinice, zahrady a parky, úspěšně roste i na skládkách kompostu, rumištích a taktéž na okrajích cest nebo i na železničních náspech. Je poměrně vlhkomilný, v suchých místech se vyskytuje jen řídce a přechodně, stejně tak jako v chladných oblastech.

## Popis
Jednoletá nebo řidčeji ozimá bylina s asi 0,3 až 0,8 m vysokou lodyhou která vyrůstá z často zprohýbaného, bílého až nafialovělého kořene až 1 cm tlustého. Přímá, pevná, oblá, jemně rýhovaná lodyha asi 0,5 cm tlustá je obvykle jen v horní části spoře rozvětvená, mívá barvu zelenou až nafialovělou a je řídce porostlá drobnými přitisklými chloupky. Vyrůstají na ní krátce řapíkaté, zelené až zelenožluté listy, až 5 cm dlouhé a 1 cm široké, které mívají čepele podlouhlé až obkopinaté, u báze zúžené a na konci špičaté s okrajem celistvým nebo oddáleně mělce zubatým; porostlé jsou drobnými, několikaramennými chloupky.
Listeny květů mají jen kratičké řapíky, stopky květů dlouhé okolo 1 cm obvykle od vřetene šikmo odstávají. Oboupohlavné čtyřčetné květy vytvářejí hroznovité květenství které se za plodů prodlužuje. Lístky kalichu jsou asi 2,5 mm dlouhé. Na vrcholu zaoblené zlatožluté korunní lístky mívají rozměry 3 až 5,5 × 1,5 až 2 mm. Šest holých bělavých nebo žlutých tyčinek 3 až 4 mm dlouhých nese podlouhle prašníky. V nazelenalém, chlupatém semeníku bývá 30 až 55 vajíček, štíhlá čnělka je zakončena hlavičkovitou nebo dvoulaločnou bliznou. Ploidie trýzele malokvětého je 2n = 16.

## Rozmnožování
Rozkvetá obvykle od května do září a bývá opylován létajícím hmyzem nebo samosprašně. Plody v řídkém plodenství jsou podélné, na průřezu 4hranné, asi 2,5 cm dlouhé a 1 mm tlusté šešule s jednožilnými chlopněmi které vyrůstající na tenkých rozložitých až rovnovážně odstálých, asi 1 cm dlouhých stopkách. Oblá až vřetenovitá, žlutohnědá, neokřídlená semena, průměrně 1,3 × 0,7 mm velká, jsou v pouzdru umístěna v jedné řadě.
Trýzel malokvětý, rozmnožující se výhradně semeny, vytvoří na jedné rostlině i několik tisíců semen, ta klíčí nepravidelně a podržují si klíčivost po dlouhou dobu. Nejspolehlivěji vyklíčí z povrchu, z hloubky 4 cm již ne, optimální teplota pro klíčení je 20 až 30 °C. Pokud rostlinka vyklíčí již na podzim, přežije zimní období ve formě přízemní růžice jako hemikryptofyt a brzy z jara vykvete a ještě před příchodem plného léta dozrají semena a vysemení se. Pokud semeno vyklíčilo až na jaře, kvete rostlina později a často až do příchodu chladného podzimu.

## Poznámka
Tento druh je poměrně variabilní a mnohá taxonomická zařazení rostlin jsou přinejmenším sporná, hlavně jsou problémy u rostlin rostoucích v Novém světe. Někteří autoři naopak rozdělují druh s ohledem na vzrůstnost a jednoletost či ozimost na dva poddruhy:
- Erysimum cheiranthoides subsp. cheiranthoides,
- Erysimum cheiranthoides subsp. altum.[3][6]